# Veronica lithophila
Veronica lithophila är en grobladsväxtart som först beskrevs av Barbara Gillian Briggs och Ehrend., och fick sitt nu gällande namn av Barbara Gillian Briggs. Veronica lithophila ingår i släktet veronikor, och familjen grobladsväxter. Inga underarter finns listade i Catalogue of Life.